# Zlámanka
Zlámanka je vesnice, část okresního města Kroměříž. Nachází se asi 7 km na jih od Kroměříže. Je zde evidováno 78 adres. Trvale zde žije 143 obyvatel. Předsedou osadního výboru je Martin David.
Zlámanka je také název katastrálního území o rozloze 2,53 km2.

## Název
Nejstarší písemný doklad z roku 1374 ukazuje latinsko-české jméno Fracta lhota - "Zlámaná lhota". V dalším dochovaném dokladu z roku 1561 je střední rod Zlámansko, další doklady pak už mají dnešní podobu Zlámanka. Přívlastek Zlámaná pravděpodobně byl odkazem na vrásnitý, kopcovitý terén v místě, případně se jím mohlo označovat, že vesnice byla založena na půdě oddělené ("odlomené") od většího celku.

## Historie
Nejstarší písemnou zprávou o obci je zmínka o faře Zlámanka při panství zdouneckém v zemských deskách z roku 1561. V roce 1596 nechává zbudovat zdounecký pán, později nejvyšší písař Markrabství moravského, Vilém Zoubek ze Zdětína spolu se svou druhou manželkou Magdalenou Stošovnou z Kounic, kostel zasvěcený svatému Jiří.
Zajímavostí je, že se zřejmě jednalo o kostel nekatolický, podle historických pramenů totiž před rokem 1600 nebyl ve Zlámance žádný katolický kněz a sám Vilém Zoubek teprve téhož roku konvertoval na katolickou víru. O svých zakladatelích svědčí kamenný štít zazděný na pravé straně kostela. Jsou na něm vyryta počáteční písmena jmen obou zakladatelů (WZZZ a MSSZK) a také erb paní Magdaleny s leknínem a erb Zoubků ze Zdětína, který tvoří dvě spoutané ruce.
Ze strany hřbitova je na boční zdi kostela umístěna pamětní deska padlým občanům ve světové válce 1914–1918. Naproti pamětní desky je náhrobek Karla Davida padlého při osvobozování Kroměříže u kotojedského nádraží.

## Obyvatelstvo

### Struktura
Vývoj počtu obyvatel za celou obec i za jeho jednotlivé části uvádí tabulka níže, ve které se zobrazuje i příslušnost jednotlivých částí k obci či následné odtržení.
| Místní části   | Místní části  | 1869 | 1880 | 1890 | 1900 | 1910 | 1921 | 1930 | 1950 | 1961 | 1970 | 1980 | 1991 | 2001 | 2011 |
| -------------- | ------------- | ---- | ---- | ---- | ---- | ---- | ---- | ---- | ---- | ---- | ---- | ---- | ---- | ---- | ---- |
| Počet obyvatel | část Zlámanka | 257  | 281  | 300  | 301  | 356  | 334  | 321  | 284  | 258  | 243  | 188  | 166  | 143  | 159  |
| Počet domů     | část Zlámanka | 45   | 52   | 56   | 59   | 64   | 66   | 73   | 74   | 72   | 70   | 60   | 73   | 72   | 69   |

## Trňák

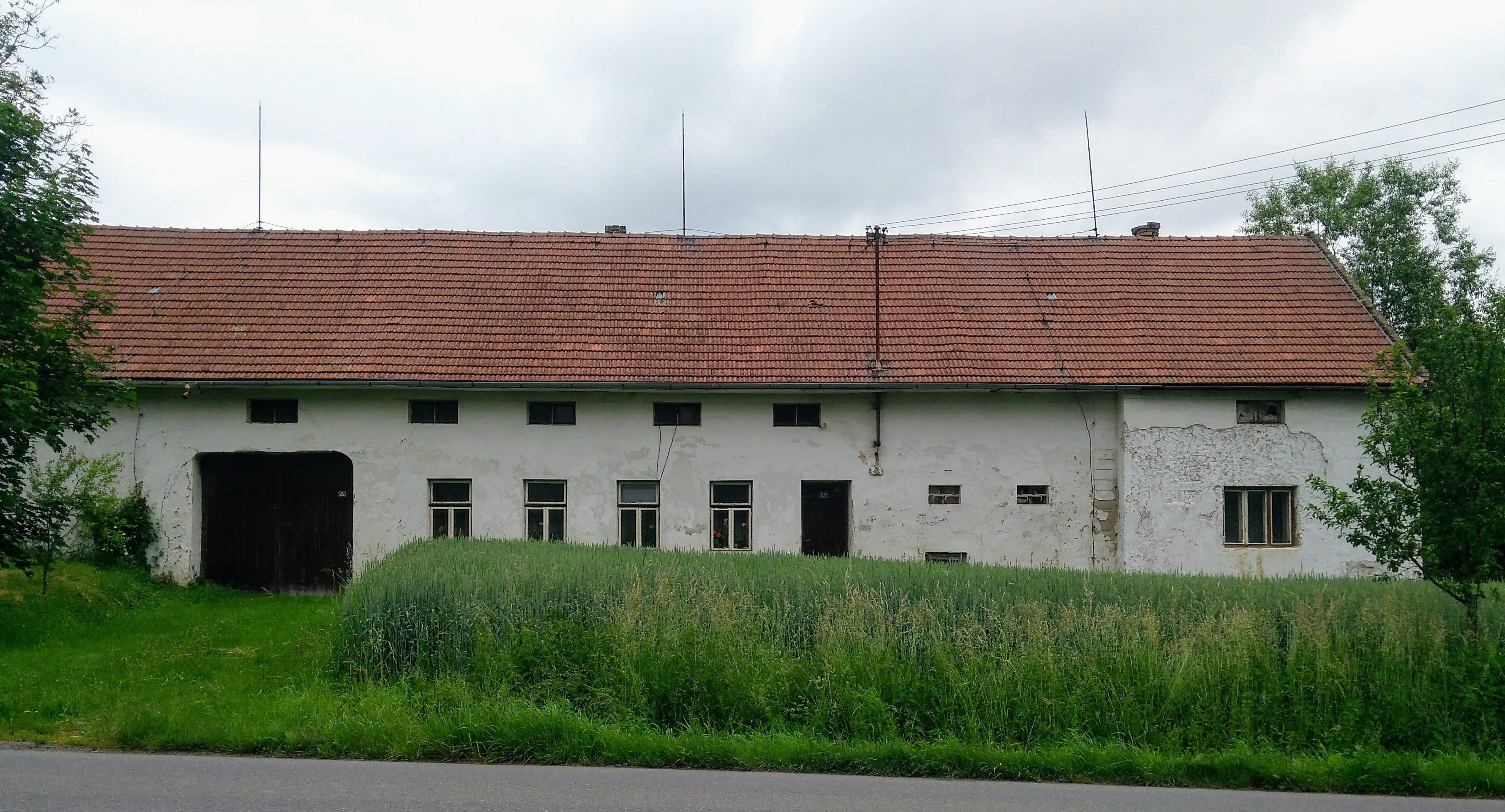
Trněný mlýn

Od Lubné přes Zlámanku protéká potok Trňák, který se posílený o Zlámanský potok u Šelešovic vlévá do Kotojedky. 
V lokalitě stejného jména stojí bývalý mlýn. 

## Pamětihodnosti
- Farní kostel sv. Jiří
- Kříž na návsi u požární zbrojnice z roku 1908
- Kříž v lokalitě Trňák z roku 1913
- Zastavení se sochou svaté Anny
- Kříž pod hřbitovem z roku 1897
- Památník osvoboditelům a obětem II. světové války 1939 - 1945 před kulturním domem[11]

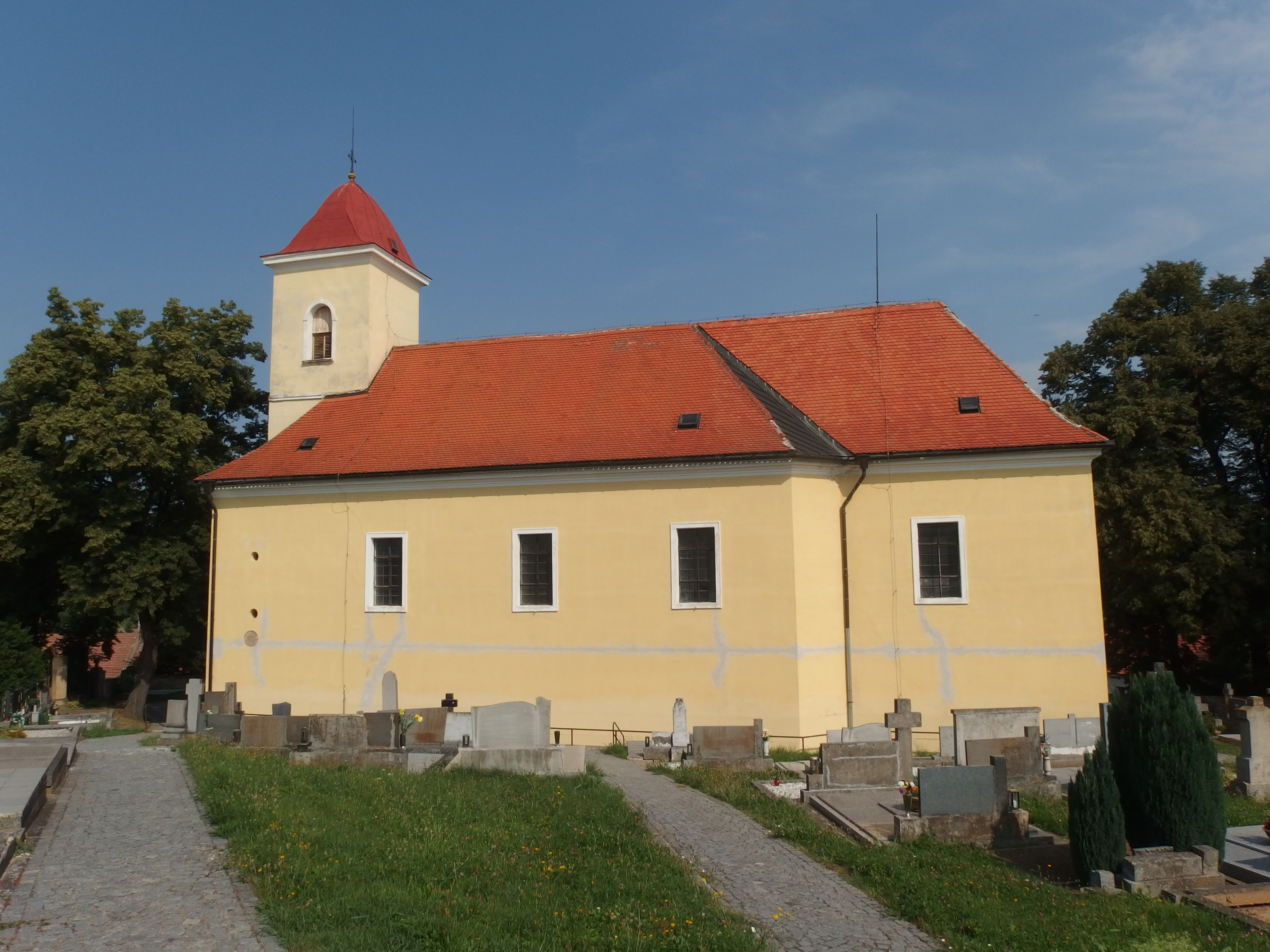
Kostel sv. Jiří - pohled od hřitova
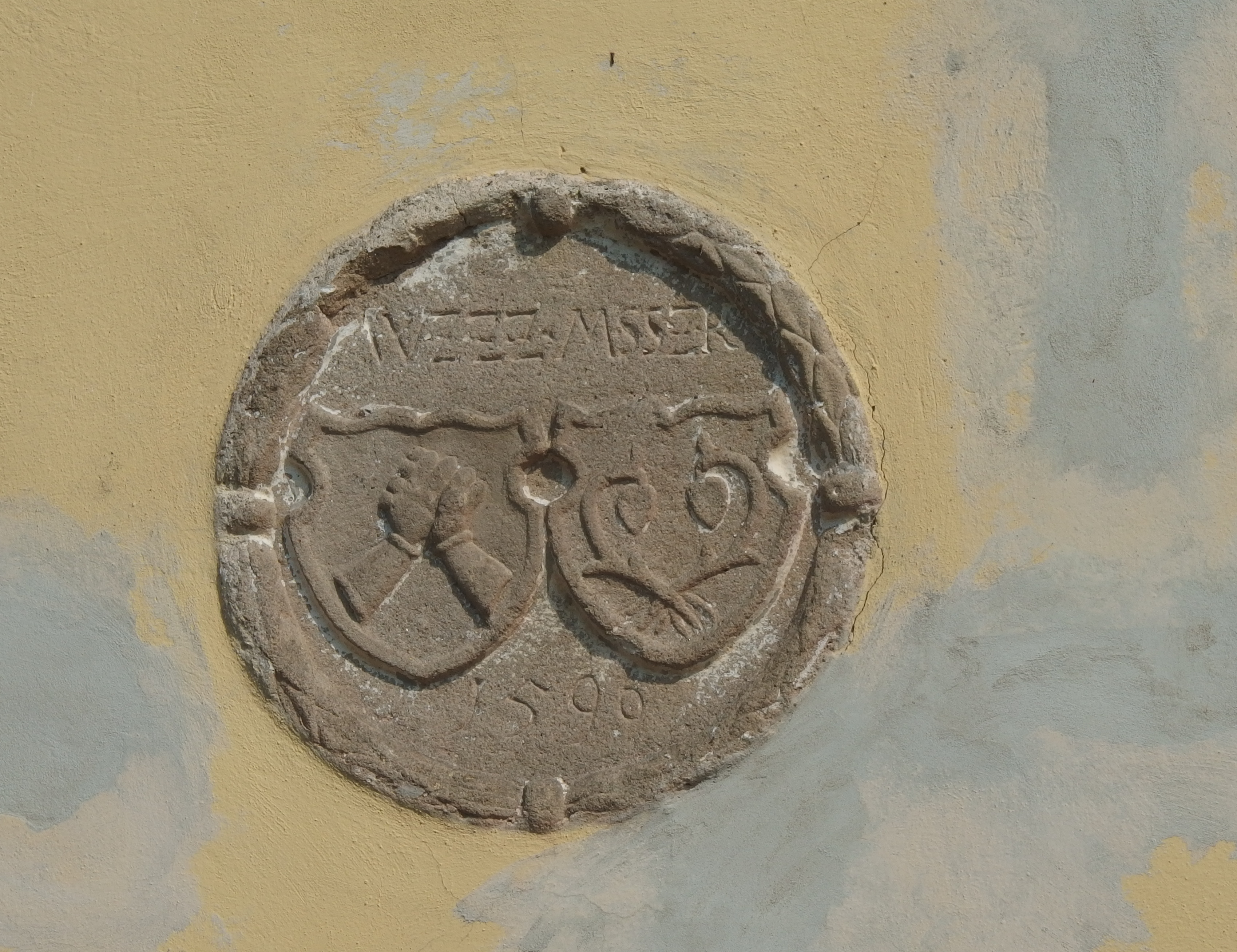
Kamenný štít s erbem zakladatelů kostela
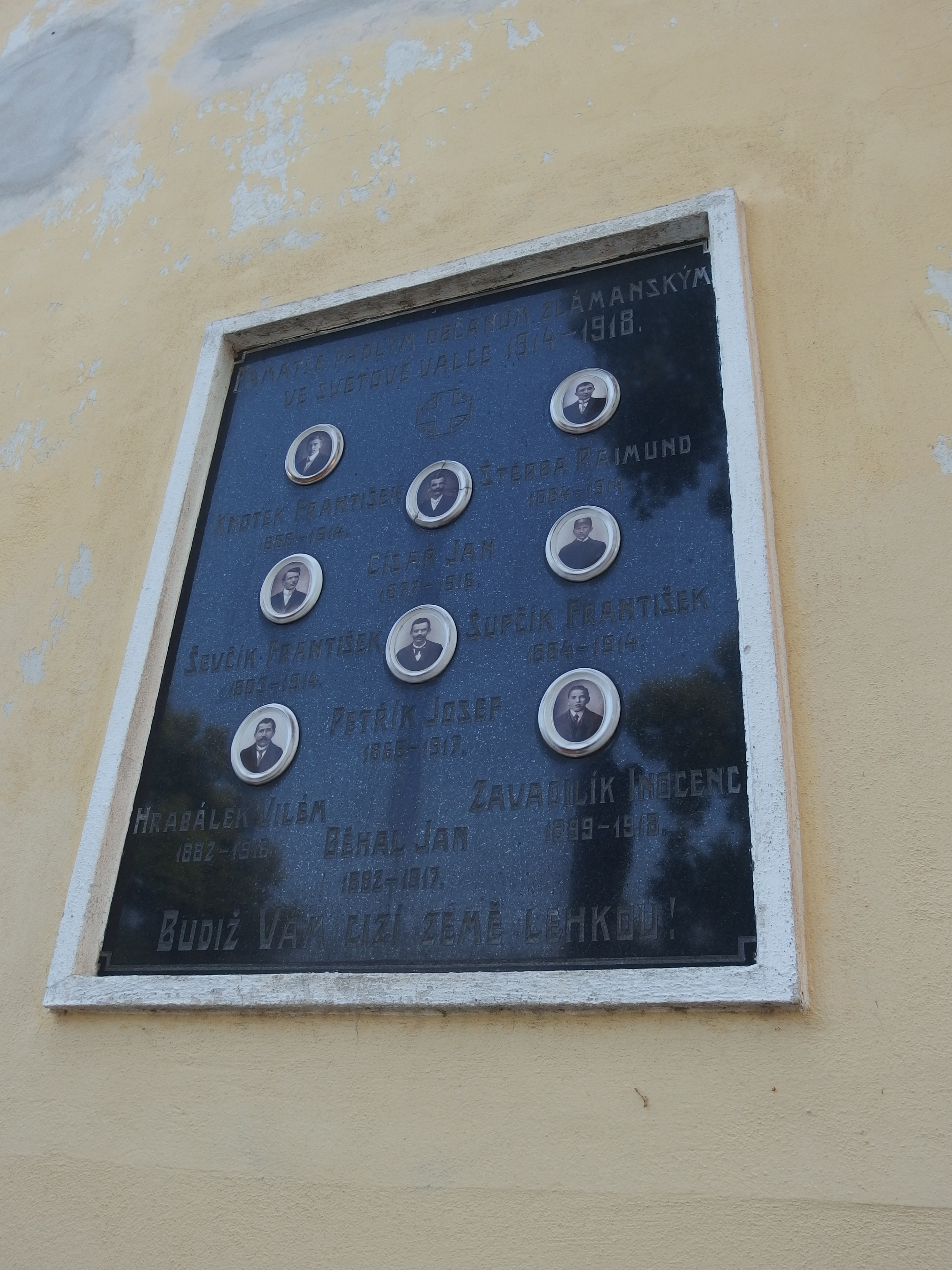
Pamětní deska na boční zdi kostela
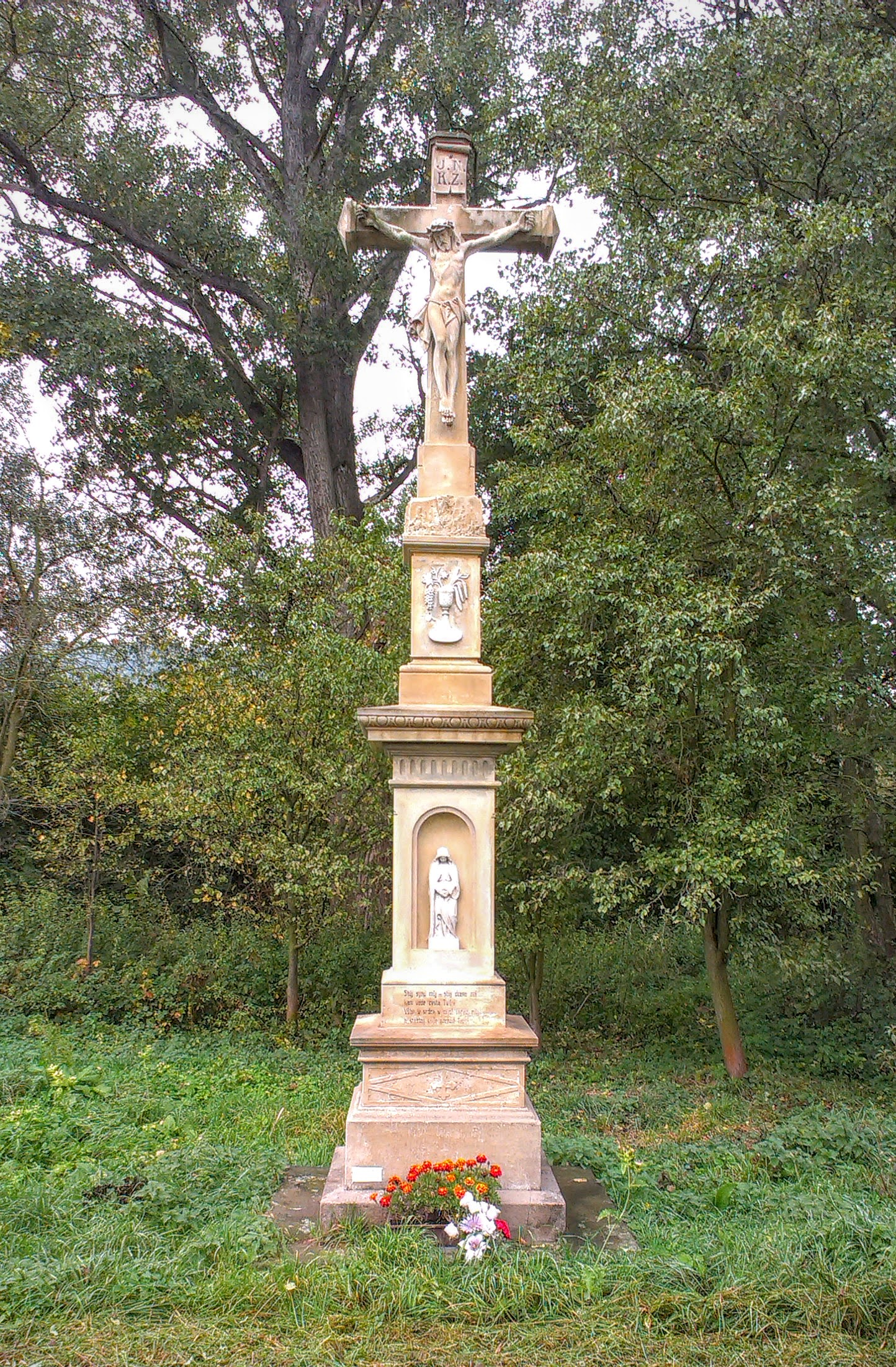
Kříž v lokalitě Trňák
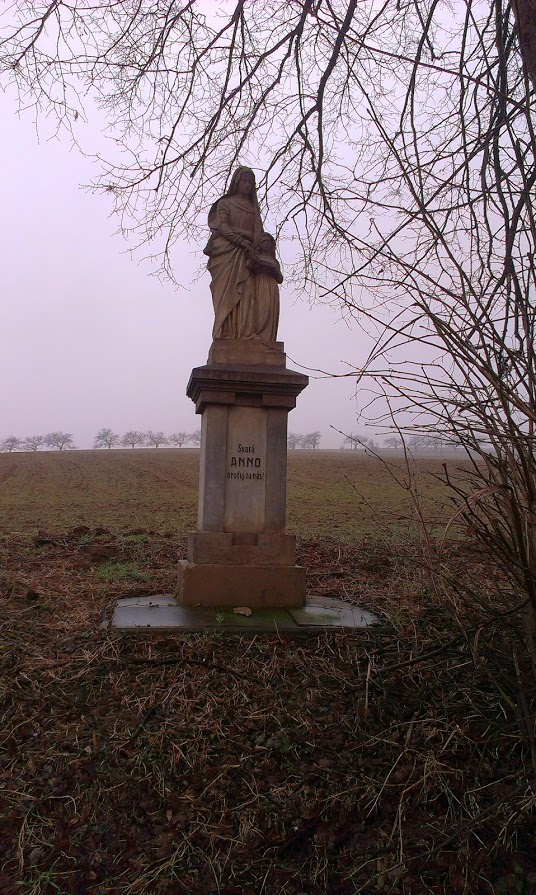
Socha svaté Anny
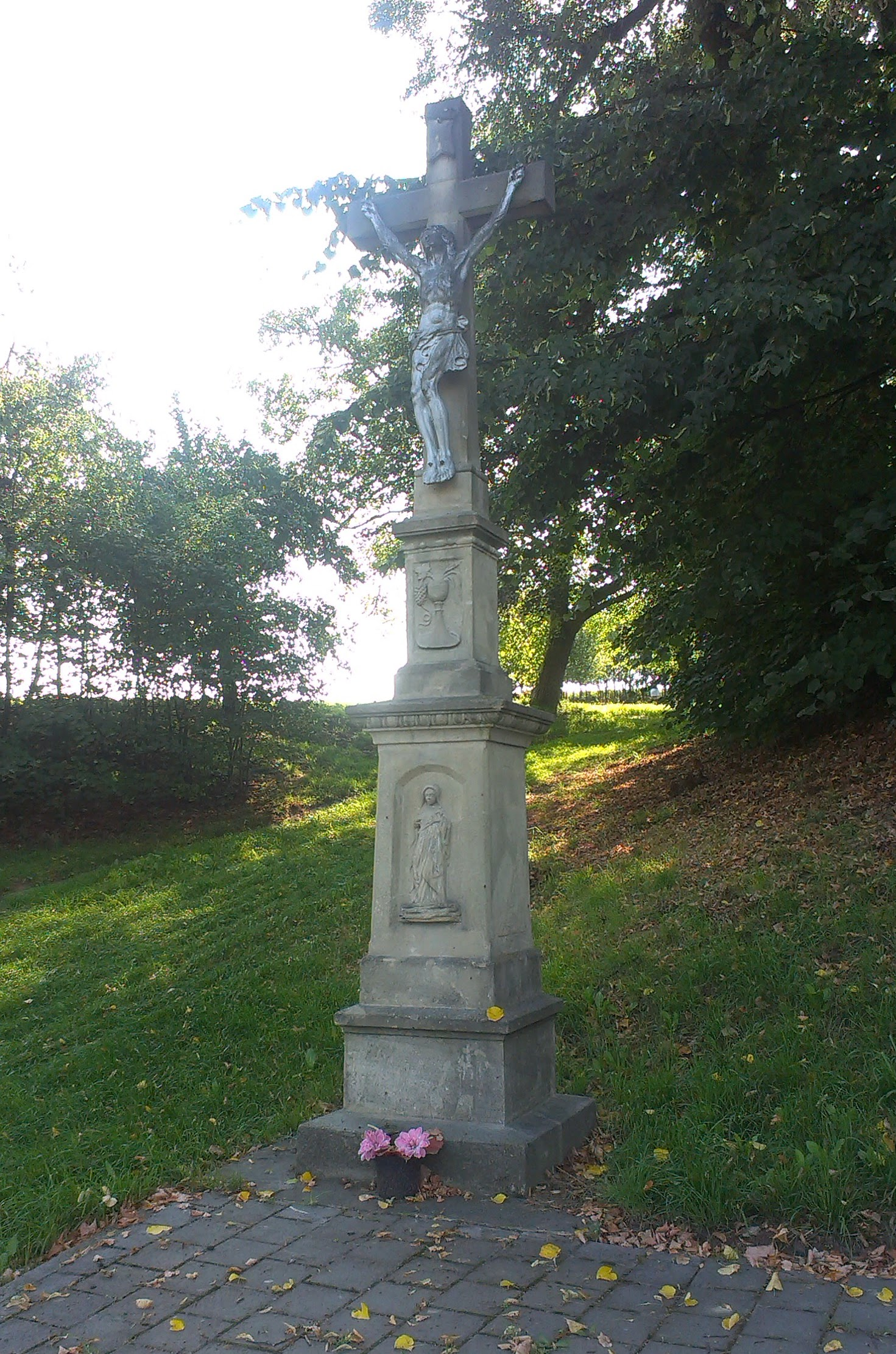
Kříž pod hřbitovem z roku 1897
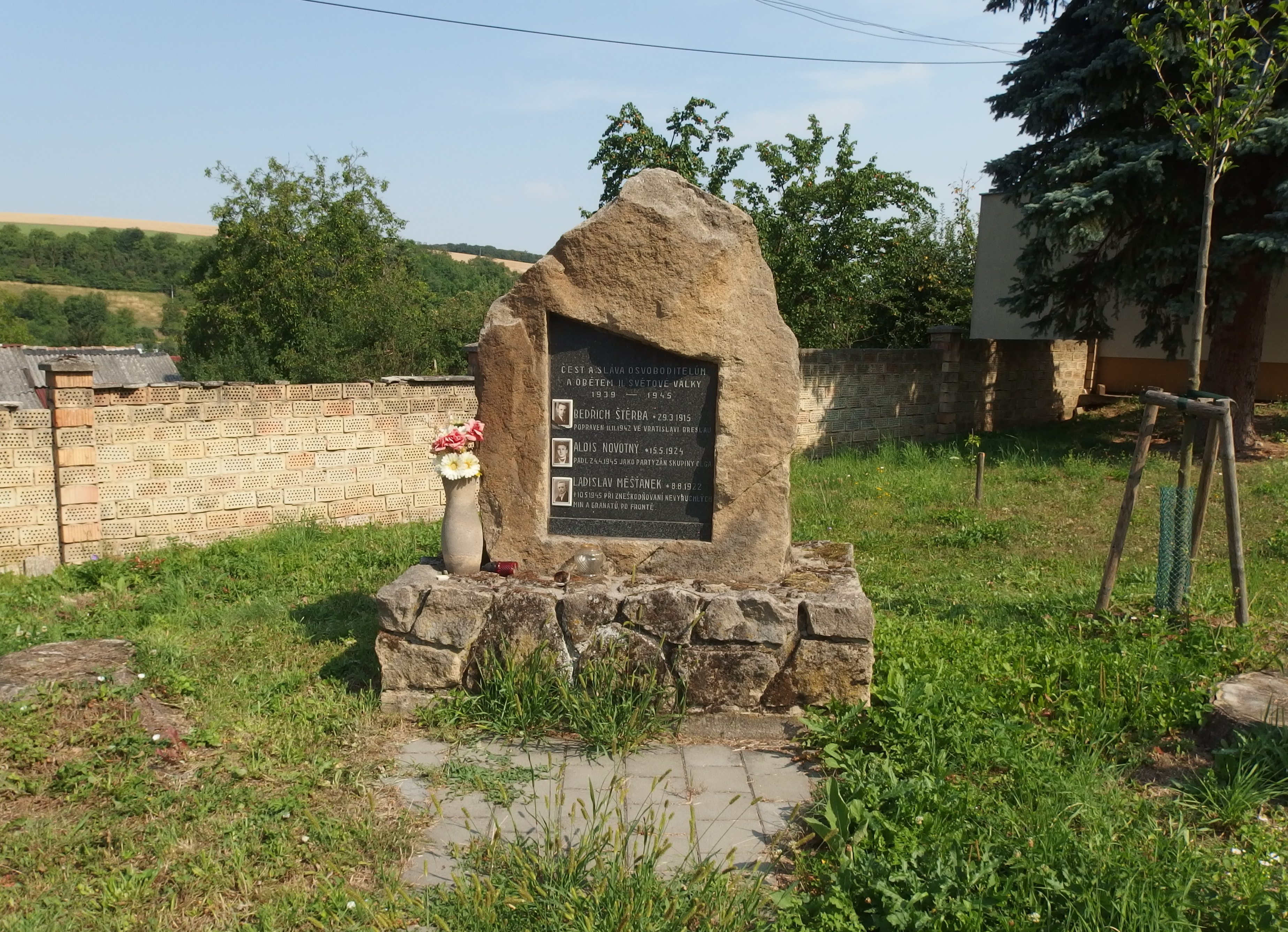
Památník osvoboditelům a obětem II. světové války

## Rodáci
- Msgre. Josef Veselý (28. července 1929 Zlámanka – 5. února 2010 Ostrava), český katolický kněz, básník, novinář, spisovatel a politický vězeň komunistického režimu
- Milena Ivšínová (16. května 1893 Zlámanka – 10. května 1976 Praha), česká spisovatelka